# 鷺沼 (川崎市)
鷺沼（さぎぬま）は、神奈川県川崎市宮前区の町名。現行行政地名は鷺沼1丁目から鷺沼4丁目で、住居表示未実施区域。面積は0.751km²。

## 地理
川崎市宮前区西部に位置する。東急田園都市線の鷺沼駅周辺が商業地となっているほか、その周囲は住宅地となっている。また、矢上川の支流である有馬川の水源地ともなっている。
鷺沼は北東端で土橋や小台と、東端から南端にかけて有馬と、西端では犬蔵や横浜市青葉区の美しが丘・新石川と接する（特記のない町域は川崎市宮前区）。

### 面積
面積は以下の通りである。
| 丁目      | 面積（km²） |
| --------- | ----------- |
| 鷺沼1丁目 | 0.185       |
| 鷺沼2丁目 | 0.152       |
| 鷺沼3丁目 | 0.200       |
| 鷺沼4丁目 | 0.214       |
| 計        | 0.751       |

### 地価
住宅地の地価は、2025年（令和7年）1月1日の公示地価によれば、鷺沼2丁目2番13の地点で40万7000円/m²となっている。

## 歴史
当地は、昭和中期までは家が数件の他には農地と山林が続いている地域であり、有馬などの一部であった。戦時中に軍用地として多くの土地が接収され、当地には照空隊も設置された。戦後には軍用地が解放され、元の耕作者へと売り渡されたものの、税負担の問題もあって、帰農した旧軍人へと渡った土地も多かった。

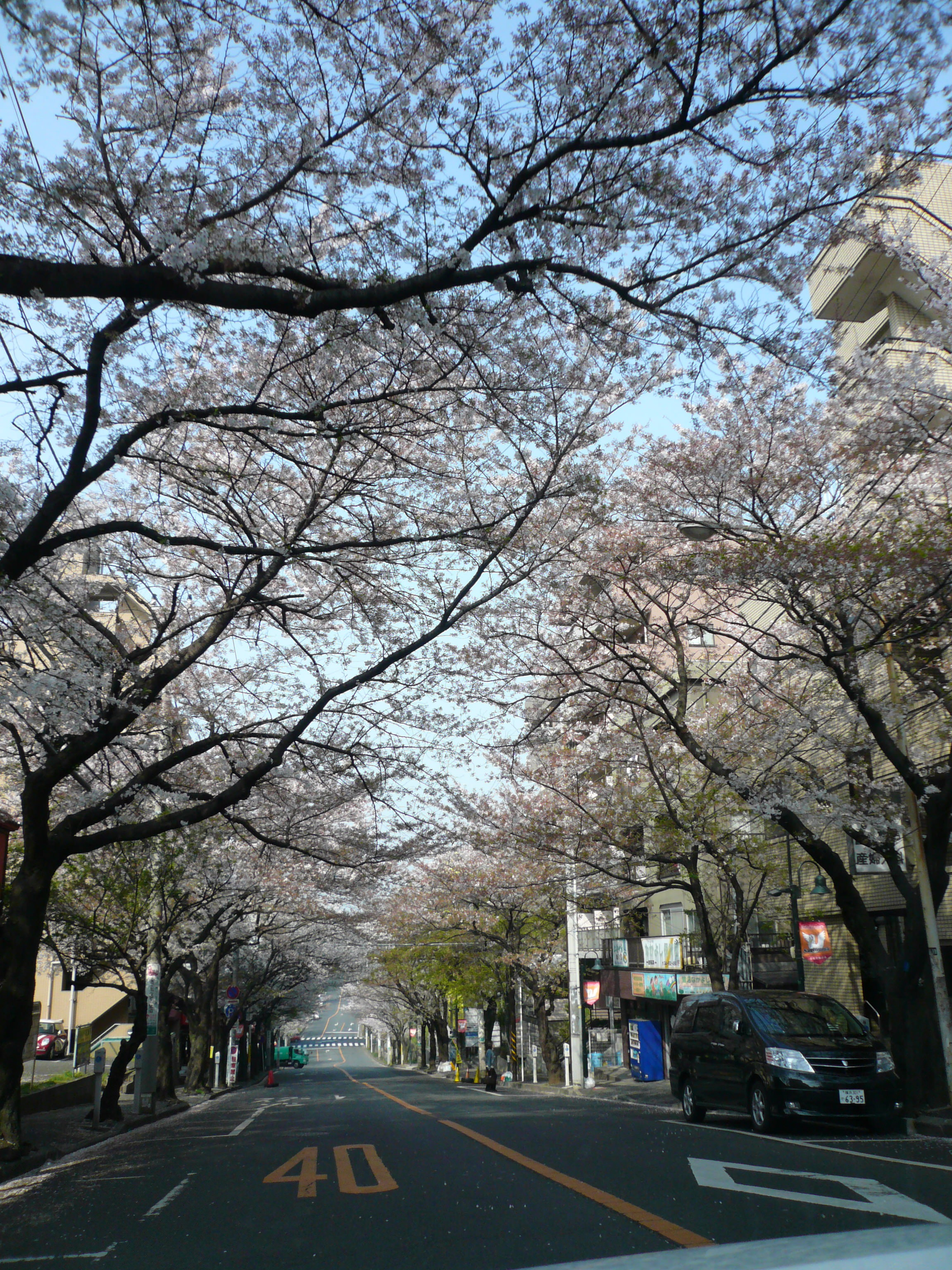
駅前からたまプラーザまで美しい桜並木が続く

その後東急の総帥五島慶太自ら音頭を取った多摩田園都市計画が進行し、当地でもその一環として、東京急行電鉄による代行方式（東急の負担で事業を行う代わりに、保留地を一括取得する）で有馬第一土地区画整理事業が行われ、その結果、「鷺沼」の町名が誕生した。1987年10月に発表された基準地地価上昇率で、たまプラーザを最寄駅とする美しが丘に続き、鷺沼の住宅地が2位となった。

### 地名の由来
当地に「鷺沼谷」（さぎぬまやと）と呼ばれる谷戸が長く伸びており、それをもとにして有馬村に設置されていた「鷺沼耕地」という小字に由来する。

### 沿革
- 江戸時代 - 当地は有間村・土橋村・下菅生村の各一部であった[注釈 1]。
- 1889年（明治22年） - 町村制の施行により、宮前村・向丘村が成立し、当地は両村の各一部となる。
- 1938年（昭和13年） - 宮前村・向丘村が川崎市に編入される。当地は川崎市有馬・土橋・菅生の各一部となる。
- 1940年（昭和15年） - 当地の多くが軍用地として接収される。
- 1946年（昭和21年） - 軍用地が解放され、そのうち旧宮前村域には宮崎、旧向丘村域には向ケ丘という大字が設定される。そのうち、宮崎では当地に新鷺沼という字がついた[6]。
- 1962年（昭和37年） - 有馬第一土地区画整理事業の事業計画決定がなされた[12]。
- 1966年（昭和41年） - 東急田園都市線が長津田まで開通し、当地に鷺沼駅が設置される。また、有馬第1土地区画整理事業の換地処分が行われ[12]、鷺沼1丁目～4丁目が成立[9]。
- 1972年（昭和47年） - 川崎市が政令指定都市に移行。当地は高津区鷺沼となる。
- 1978年（昭和53年） - さぎ沼とうきゅう（現・フレルさぎ沼）が開業[10]。
- 1982年（昭和57年） - 高津区から宮前区が分区。宮前区鷺沼となる。

### 町名の新旧対照
区画整理がなされる前の字は、以下のようになっていた。
| 丁目       | 区画整理前の字                                     |
| ---------- | -------------------------------------------------- |
| 鷺沼一丁目 | 有馬字北耕地、有馬字鷺沼耕地、宮崎字新鷺沼の各一部 |
| 鷺沼二丁目 | 有馬字鷺沼耕地、宮崎字新鷺沼の各一部               |
| 鷺沼三丁目 | 宮崎字新鷺沼、向ケ丘の各一部                       |
| 鷺沼四丁目 | 宮崎字新鷺沼、向ケ丘の各一部                       |

## 世帯数と人口
2025年（令和7年）6月30日現在（川崎市発表）の世帯数と人口は以下の通りである。
| 丁目      | 世帯数    | 人口     |
| --------- | --------- | -------- |
| 鷺沼1丁目 | 2,349世帯 | 4,577人  |
| 鷺沼2丁目 | 983世帯   | 1,945人  |
| 鷺沼3丁目 | 1,412世帯 | 2,861人  |
| 鷺沼4丁目 | 1,619世帯 | 3,848人  |
| 計        | 6,363世帯 | 13,231人 |

### 人口の変遷
国勢調査による人口の推移。
| 年                 | 人口   |
| ------------------ | ------ |
| 1995年（平成7年）  | 9,167  |
| 2000年（平成12年） | 10,400 |
| 2005年（平成17年） | 10,603 |
| 2010年（平成22年） | 10,594 |
| 2015年（平成27年） | 11,675 |
| 2020年（令和2年）  | 12,411 |

### 世帯数の変遷
国勢調査による世帯数の推移。
| 年                 | 世帯数 |
| ------------------ | ------ |
| 1995年（平成7年）  | 3,997  |
| 2000年（平成12年） | 4,497  |
| 2005年（平成17年） | 4,676  |
| 2010年（平成22年） | 4,918  |
| 2015年（平成27年） | 5,204  |
| 2020年（令和2年）  | 5,839  |

## 学区
市立小・中学校に通う場合、学区は以下の通りとなる（2022年4月時点）。
| 丁目       | 番地 | 小学校             | 中学校             |
| ---------- | ---- | ------------------ | ------------------ |
| 鷺沼一丁目 | 全域 | 川崎市立鷺沼小学校 | 川崎市立有馬中学校 |
| 鷺沼二丁目 | 全域 | 川崎市立鷺沼小学校 | 川崎市立有馬中学校 |
| 鷺沼三丁目 | 全域 | 川崎市立鷺沼小学校 | 川崎市立有馬中学校 |
| 鷺沼四丁目 | 全域 | 川崎市立鷺沼小学校 | 川崎市立有馬中学校 |

## 事業所
2021年（令和3年）現在の経済センサス調査による事業所数と従業員数は以下の通りである。
| 丁目      | 事業所数  | 従業員数 |
| --------- | --------- | -------- |
| 鷺沼1丁目 | 206事業所 | 1,894人  |
| 鷺沼2丁目 | 30事業所  | 243人    |
| 鷺沼3丁目 | 157事業所 | 1,329人  |
| 鷺沼4丁目 | 31事業所  | 143人    |
| 計        | 424事業所 | 3,609人  |

### 事業者数の変遷
経済センサスによる事業所数の推移。
| 年                 | 事業者数 |
| ------------------ | -------- |
| 2016年（平成28年） | 352      |
| 2021年（令和3年）  | 424      |

### 従業員数の変遷
経済センサスによる従業員数の推移。
| 年                 | 従業員数 |
| ------------------ | -------- |
| 2016年（平成28年） | 3,367    |
| 2021年（令和3年）  | 3,609    |

## 交通

### 鉄道
東急田園都市線が域内を通過し、鷺沼駅が所在する。

### バス
鷺沼駅を起点として、各方面へのバスが、東急バス・川崎市交通局・小田急バスの3事業者によって運行されている。

### 道路
- 東名高速道路 - 当地の西端を通過している。最寄りのインターチェンジは東名川崎IC。
- 国道246号（東京・横浜バイパス）

## 施設

### 商業施設
- フレルさぎ沼 - 東急ストアが運営するショッピングセンター。「さぎ沼とうきゅう」から転換され、「フレル」業態の1号店となった[24]。

### 金融機関
- みずほ銀行 鷺沼支店
- さわやか信用金庫 鷺沼支店

### 宗教施設
- カトリック鷺沼教会
- 鷺沼キリスト福音教会
- 浄照寺

### 教育施設
- 川崎市立鷺沼小学校
- サレジオ学院幼稚園 - かつてはサレジオ学院中学校・高等学校も所在したが、1995年に横浜市へ移転している[25]。

## その他

### 日本郵便
- 郵便番号 : 216-0004[3]（集配局 : 宮前郵便局[26]）

### 警察
町内の警察の管轄区域は以下の通りである。
| 丁目      | 番・番地等 | 警察署     | 交番・駐在所 |
| --------- | ---------- | ---------- | ------------ |
| 鷺沼1丁目 | 全域       | 宮前警察署 | 鷺沼駅前交番 |
| 鷺沼2丁目 | 全域       | 宮前警察署 | 鷺沼駅前交番 |
| 鷺沼3丁目 | 全域       | 宮前警察署 | 鷺沼駅前交番 |
| 鷺沼4丁目 | 全域       | 宮前警察署 | 鷺沼駅前交番 |